# اگری‌بوغاز
اگری بوغاز ، روستایی است از توابع بخش مرکزی شهرستان گنبد کاووس در استان گلستان، ایران.

## جمعیت
این روستا در دهستان آق‌آباد قرار داشته و براساس سرشماری سال 1395 جمعیت آن 1000 نفر (233 خانوار) بوده است.

## ادبیات
این روستا محل اصلی وقوع حوادث جلد اول کتاب آتش بدون دود اثر نادر ابراهیمی است. (در کتاب از تلفظ ایری بوغوز استفاده می‌شود).